# Comissão do Senado dos Estados Unidos sobre o Judiciário

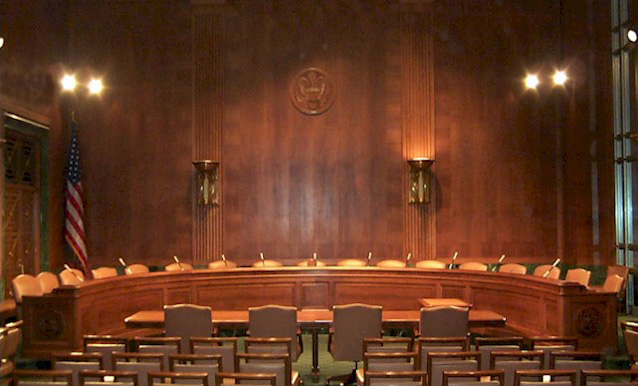
Edifício do Senado Dirksen sala 226.

A Comissão do Senado dos Estados Unidos sobre o Judiciário, informalmente conhecida como Comissão Judiciária do Senado, é uma comissão permanente do Senado dos Estados Unidos, um das casas do Congresso dos Estados Unidos. A Comissão Judiciária, composta por 20 membros, é encarregada de realizar audiências prévias à confirmação perante o plenário do Senado de juízes federais nomeados (incluindo à Suprema Corte) pelo presidente. Nos últimos anos, este papel fez com que a comissão tenha se tornado cada vez mais um palco de disputas acirradas, com inúmeros impasses sobre quais juízes devem ser confirmados. A comissão também tem uma ampla jurisdição sobre questões relativas ao direito penal federal, bem como sobre direitos humanos, legislação sobre imigração, direitos de propriedade intelectual, legislação antitruste, e a privacidade na Internet. Também faz parte do procedimento interno do Senado a análise de todas as propostas de Emendas Constitucionais pela Comissão Judiciária.
É um das comissõs mais antigas do Senado, criada em 1816.